# Pablo Serrano
Pour les articles homonymes, voir Serrano.
Pablo Serrano, né le 10 février 1908 à Crivillén et décédé le 26 novembre 1985 à Madrid, est un artiste espagnol spécialisé en sculpture abstraite relative à l'art informel.

## Biographie
Pabloe Serrano est le fils de Bartolomé Serrano, un vétérinaire.
Pablo Serrano étudie la sculpture à Saragosse, puis à Barcelone. En 1929, il part vivre en Argentine, puis à Montevideo. Lors de cette période, il produit la série Les Taureaux évocatrice des œuvres de Constantin Brâncuși. Il se lie également d'amitié avec Lucio Fontana et Joaquín Torres García.
En 1955, il rentre en Espagne, et cofonde le mouvement El Paso avec les artistes Antonio Saura, Manolo Millares, Rafael Canogar et Juana Francés. Pendant deux ans, il fait partie de l'exposition itinérante New Spanish Painting and Sculpture aux États-Unis. En 1962, il représente l'Espagne à la 31e biennale de Venise. En 1967, il expose sa série Hommes avec porte au Musée Guggenheim de New-York. En septembre 1975, il retire ses œuvres de l'exposition Telecom 75 pour protester contre le franquisme. Les 3 derniers mois de 1985, il expose sa série Divertissons-nous avec Picasso, la guitare et le cubisme au Musée Guggenheim de New-York.
Pablo Serrano décède le 26 novembre 1985 à Madrid.

## Musées
Des œuvres de Pablo Serrano sont conservées dans les musées suivants (entre autres) :
- musée national centre d'art Reina Sofía ;
- musée d'art moderne de la ville de Paris ;
- musée Artium ;
- musée des beaux-arts de Bilbao ;
- musée de la sculpture en plein air (Alcalá de Henares).

## Distinctions
- Médaille d'or du mérite des beaux-arts
- 1944, 1951, 1954 : Premier prix national du Salon des Beaux-Arts de Montevideo[2]
- 1955 : Grand prix de la biennale de Montevideo[2]
- 1982 : Prix Princesse des Asturies pour la transcendance universelle de son œuvre[2]